# Tim Väyrynen
Tim Väyrynen (ur. 30 marca 1993 w Espoo) – fiński piłkarz występujący na pozycji napastnika. Zawodnik Kuopionu Palloseura.

## Kariera klubowa
Väyrynen treningi rozpoczął w 2005 roku w zespole FC Honka. W sezonie 2010 został włączony do jego pierwszej drużyny, grającej w pierwszej lidze. Zadebiutował w niej 16 października 2010 w przegranym 0:2 meczu z Haką. W sezonach 2010 oraz 2011 wraz z Honką zwyciężył w rozgrywkach Pucharu Ligi Fińskiej (2010, 2011). 15 maja 2011 w wygranym 1:0 spotkaniu z RoPS strzelił swojego pierwszego gola w lidze. W sezonie 2012 zdobył z zespołem Puchar Finlandii. W sezonie 2013 wywalczył z nim natomiast wicemistrzostwo Finlandii, a także został królem strzelców ligi z 17 bramkami na koncie.
Na początku 2014 roku Väyrynen przeszedł do rezerw niemieckiej Borussii Dortmund, grających w trzeciej lidze. W styczniu 2015 został wypożyczony do końca sezonu 2014/2015 do czwartoligowej Viktorii Kolonia. W połowie 2015 roku został graczem trzecioligowego Dynama Drezno. W jego barwach wystąpił 15 razy zdobywając 6 bramek. W 2017 roku przeniósł się do Hansy Rostock, dla której zagrał 47 meczów i strzelił 14 bramek. Latem 2018 trafił do holenderskiej Rody JC. Przez sezon gry dla tego zespołu wystąpił w jego barwach 20 razy, zdobywając 4 bramki. W lipcu 2019 powrócił do Finlandii, zasilając szeregi Helsingin Jalkapalloklubi. W dwóch sezonach pobytu w stolicy Finlandii dla HJK rozegrał 45 meczów, strzelając 22 gole. W styczniu 2021 przeszedł do KF Tirany. Latem tegoż roku podpisał kontrakt z Kuopionem Palloseura.

## Kariera reprezentacyjna
Väyrynen reprezentował Finlandię na szczeblach U-15, U-16, U-17, U-18, U-19 oraz U-21. W pierwszej reprezentacji Finlandii zadebiutował 21 maja 2014 w zremisowanym 2:2 towarzyskim meczu z Czechami.